# Монал китайський
Монал китайський (Lophophorus lhuysii) — вид куроподібних птахів родини фазанових. Ендемік Китаю.
Вид названо на честь французького політика Едуарда Дрюена де Люї (фр. Édouard Drouyn de Lhuys), міністра закордоних справ Франції.

## Поширення
Монал китайський є ендеміком південно-західного Китаю, де його зареєстровано в горах західної Сичуані та прилеглих частинах східного Тибету, південно-східного Цинхаю, південного Ганьсу та, можливо, північного заходу Юньнаня.
Мешкає в субальпійських рододендронових чагарниках, субальпійських і альпійських луках з оголеними скелями над межею дерев, але іноді спускається в субальпійські хвойні ліси. Він був зареєстрований на висоті від 2800 м до 4900 м, але зазвичай його можна знайти на висоті від 3300 до 4500 м.

## Опис
Самці мають довжину 76–80 см, а самиці — 72–75 см. Повідомляється, що середня вага становить 3,18 кг. Самець має дуже райдужне оперення. На голові є довгий звисаючий чубчик пурпурового кольору, решта голови металево-зелена з блакитним карункулом навколо очей, червонувато-золотистою мантією, блакитно-зеленим пір'ям на спині і крилах і чорною нижньою частиною. Самиця темно-коричнева з білим на горлі.

## Спосіб життя
Зазвичай утворює моногамні пари. Самиця з квітня по травень відкладає від трьох до п'яти яєць кремового кольору з червоними плямами, які вона висиджує приблизно 28-29 днів.